# Emma Villas Volley
L'Emma Villas Volley è una società pallavolistica maschile italiana con sede a Siena: milita nel campionato di Serie A2.

## Storia
L'Emma Villas Vitt Chiusi viene fondata nel 2013 staccandosi dalla Pallavolo Vitt Chiusi, da cui eredita il titolo sportivo per partecipare alla Serie B2: la neonata società si classifica al secondo posto al termine della regular season nel proprio girone della stagione 2013-14, ottenendo la promozione in Serie B1 grazie alla vittoria dei play-off promozione contro la Marconi Volley Spoleto.
Nella stagione 2014-15 partecipa al campionato di Serie B1 dove vince la regular season venendo promossa in Serie A2. Nell'annata 2015-16 il club muta la propria denominazione in Emma Villas Volley e sposta la propria sede sociale a Siena: partecipa quindi alla seconda divisione nazionale. Nella stagione 2016-17 vince la Coppa Italia di categoria battendo in finale la Tuscania Volley, mentre in quella successiva, grazie alla vittoria dei play-off promozione, viene promossa in Serie A1.
Nella stagione 2018-19 esordisce nella massima divisione italiana, ma a fine campionato, complice il tredicesimo posto in classifica, retrocede in serie cadetta, a cui partecipa nelle tre annate successive. Nella stagione 2022-23 ritorna in Superlega grazie all'acquisto del titolo sportivo dal Tricolore, ma anche in questo caso retrocede prontamente in Serie A2, dopo l'ultimo posto in classifica.

## Rosa 2024-2025
| N° | Nome                | Ruolo | Data di nascita   | Nazionalità sportiva |
| -- | ------------------- | ----- | ----------------- | -------------------- |
| 2  | Stefano Trillini    | C     | 9 agosto 1999     | Italia               |
| 3  | Thomas Nevot        | P     | 30 aprile 1995    | Francia              |
| 4  | Federico Bonami     | L     | 29 settembre 1993 | Italia               |
| 5  | Pietro Melato       | P     | 20 maggio 2004    | Italia               |
| 6  | Martin Coser        | L     | 26 marzo 2004     | Italia               |
| 9  | Alan Araújo         | S     | 3 gennaio 1995    | Brasile              |
| 10 | Matteo Alpini       | S     | 24 agosto 2001    | Italia               |
| 11 | Gabriele Nelli      | O     | 4 dicembre 1993   | Italia               |
| 13 | Andrea Rossi        | C     | 14 febbraio 1989  | Italia               |
| 15 | Federico Pellegrini | S     | 29 luglio 2004    | Italia               |
| 18 | Luigi Randazzo      | S     | 30 aprile 1994    | Italia               |
| 22 | Victorio Ceban      | C     | 22 novembre 2001  | Italia               |
| 77 | Claudio Cattaneo    | S     | 13 novembre 1997  | Italia               |

## Palmarès
- Coppa Italia di Serie A2: 1

2016-17